# 万能试验机

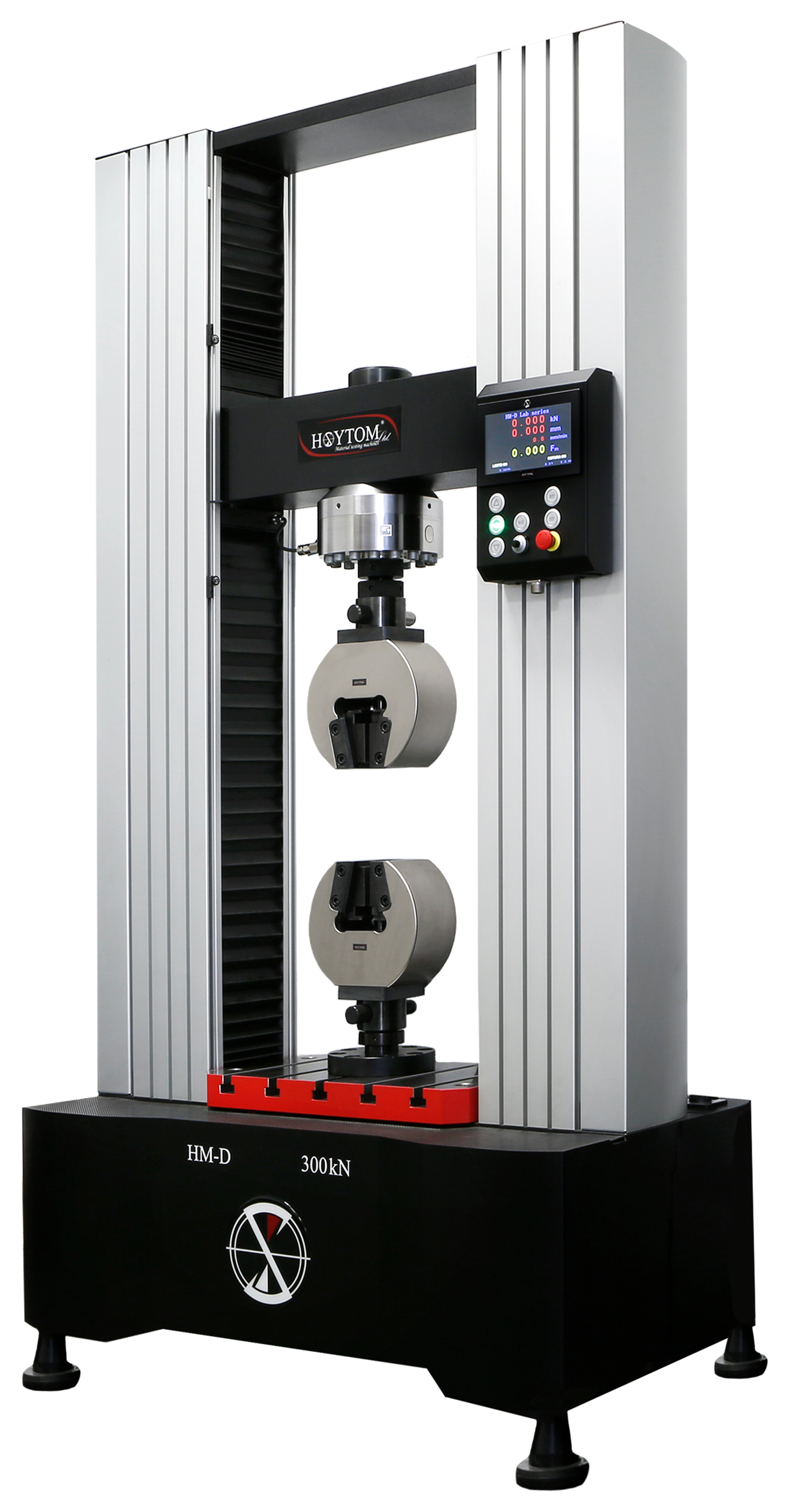
21世纪万能试验机图片

万能试验机（Universal Testing Machine, UTM），也称为万能试验机、万能拉力机、材料试验机、材料试验架，是一种用于测试材料在不同条件下的物理特性的设备。它主要用于测试材料的抗拉强度（拉伸）、抗压强度（压缩）、抗弯强度、弯曲、剪切、硬度和扭转等特性，为设计和确保材料质量提供宝贵的数据。早期的拉力试验机被称为张力计。“通用”一词反映了该设备能够对各种材料、组件和结构执行多种标准测试应用，即它具有多功能性。

## 历史起源
万能试验机（Universal Testing Machine, UTM）的历史可以追溯到19世纪末期。随着工业革命的发展，对于材料强度和性能的测试需求逐渐增加。早期的测试设备通常是单一功能的，例如用于测量材料拉伸强度的张力计（tensometer）。随着对多功能测试设备的需求增长，万能试验机的概念逐步形成。

## 发展历程
万能试验机的发展经历了多个阶段：
20世纪初：早期的万能试验机开始出现，这些设备能够执行多种类型的测试，如拉伸、压缩和弯曲测试。这些设备在设计上更加稳定，并引入了一些自动化功能，如电动加载装置和基本的数据记录系统。
20世纪中后期：随着电子技术和计算机技术的进步，万能试验机的设计也得到了显著改进。数字显示器和计算机控制系统被引入，使得测试过程更加精确可控。传感器技术的进步也使得数据记录更加准确。
21世纪：现代万能试验机集成了先进的传感器、计算机辅助设计（CAD）软件和数据处理系统。这些设备能够进行复杂的数据分析，并支持远程操作和监控。技术进步使得万能试验机的测试效率和准确性大幅提升。

#### 万能试验机的分类
万能试验机是一种多功能的材料测试设备，可以用来评估各种材料的力学性能。根据不同的标准，万能试验机可以分为多种类型，下面是一些主要的分类方式：
1. 依据驱动方式 电子驱动万能试验机：这种类型的试验机通常采用电机驱动，并配备先进的伺服控制系统，能够提供高精度的力值和位移控制。适合进行静态和动态力学测试。 液压驱动万能试验机：使用液压系统来施加力量，特别适合进行高负载的测试，如金属材料的强度测试。
2. 依据测试功能 单功能万能试验机：专注于某一种或几种特定的测试，如拉伸、压缩、弯曲等。 多用途万能试验机：能够在一个平台上完成多种测试任务，如拉伸、压缩、剪切、弯曲等。
3. 依据控制方式 手动控制：基本的操作模式，适用于简单的测试任务。 半自动控制：结合了一定程度的自动化功能，但仍需要人工干预。 全自动控制：完全由计算机控制，能够自动执行测试程序，收集和分析数据。
4. 依据应用领域 实验室用万能试验机：设计用于科研机构和质量控制部门，要求测试精度高。 工业用万能试验机：在生产线上用于快速检测材料性能，强调操作简便性和耐用性。
5. 依据技术特性 传统型万能试验机：基于传统的机械和电气技术构建。 智能型万能试验机：集成最新传感技术、数据处理能力和网络通信功能，支持远程监控和数据分析。